# Jean Butler
Jean Butler (Mineola, Long Island, 14 maart 1971) is een Amerikaans-Ierse danseres en choreograaf, het best bekend door haar rol in de Ierse dansvoorstelling Riverdance.

## Biografie

### Jonge jaren
Jean Butler werd geboren in Mineola, Long Island. Haar moeder komt uit County Mayo in Ierland. Ze begon haar opleiding in Ierse stepdance op negenjarige leeftijd onder leiding van de alom gerespecteerde leraar Donny Golden. Eerder had zij al lessen in stepdance, tapdance en ballet maar hier stopte zij spoedig mee. Al op jonge leeftijd nam zij deel aan regionale, nationale en internationale kampioenschappen.
Butler bezocht de Hofstra University en behaalde een "Honours Degree" in Theater en Drama van de Engeland Universiteit van Birmingham. In Engeland ontmoette ze de Ierse danser Colin Dunne, en met hem trad ze op op Mayo 5000.
Jean en haar zus, Cara Butler, wonnen elk tal van nationale en regionale titels, en haalden hoge plaatsen tijdens internationale wedstrijden. Jean heeft opgetreden met Green Fields of America en Cherish The Ladies. Zij debuteerde op zeventienjarige leeftijd met The Chieftains in Carnegie Hall en toerde met hen op drie continenten.
In 2001 trad zij in het huwelijk met de Ierse modeontwerper Cuan Hanley.

### Riverdance
In 1994 trad Butler, op uitnodiging van producent Moya Doherty, op in een zeven minuten durende pauzestuk op het Eurovisiesongfestival, genaamd Riverdance. De choreografie van dit stuk was van de hand van Butler en Michael Flatley. De minivoorstelling sloeg in als een bom waarna Butler en Flatley besloten er een volledige show van te maken. Deze show liep ongeveer een jaar in de theaters. Vanwege contractuele onenigheden (en onvoldoende sterrenstatus voor Flatley) verliet Flatley na een jaar de show. Na een half jaar werd hij opgevolgd door Colin Dunne.
Samen dansten zij de uitvoering in de beroemde Radio City Music Hall in New York; een optreden dat later is uitgebracht op DVD. Na een lange succesvolle periode bij Riverdance, gaf Butler in 1997 de hoofdrol door aan een opvolgster. (De show Riverdance is pas in 2010 gestopt.)
Zij en Dunne (die toen ook Riverdance had verlaten) gingen weer samenwerken om de theatershow Dancing on Dangerous Ground te maken, losjes gebaseerd op de oude Ierse legende van "The Hunt for Diarmuid and Grainn". De première van deze show was in 1999 in Londen en leverde juichende kritieken op. Later trok de show ook naar New York.

### Latere carrière
In 2002 ging Jean Butler weer studeren. Zij voltooide een masteropleiding in Moderne Dans aan de Universiteit van Limerick in 2005. Van 2003 tot 2005 was Butler "Artist In Residence" aan Irish World Music Centre van de Universiteit van Limerick.
Een DVD genaamd "Irish Dance Masterclass With Jean Butler" werd uitgebracht in 2005, ter ondersteuning van de danslessen en workshops die zij geeft.
Zij kreeg in 2004 een opdracht van de "Ierse Raad voor de Kunsten" (Irish Arts Council) om een soloprogramma te maken. Het programma "Does She Take Sugar?" ging op 12 april 2007 in première in het Project Arts Centre.
In 2010 besloot Butler als danseres met pensioen te gaan.
Met Colin Dunne en George Hook is ze jurylid in de RTE-realityserie Celebrity Jigs 'n' Reels.

## Onderscheidingen
- 1999: Irish Post Award voor haar "buitengewone bijdrage aan de Ierse dans"
- 2009: Ontvanger van de "Outstanding Contribution to Arts & Culture Alumni Award"

## Films
Butler heeft in verscheidene films gespeeld:
- The Brylcreem Boys[4]
- Goldfish Memory
- The Tragedy Revengers
- Old Friends